# Вільчково (Куявсько-Поморське воєводство)
Вільчково (пол. Wilczkowo, нім. Obersee) — село в Польщі, у гміні Жнін Жнінського повіту Куявсько-Поморського воєводства.
Населення — 176 осіб (2011).

## Демографія
Демографічна структура станом на 31 березня 2011 року:
|          | Загалом | Допрацездатний вік | Працездатний вік | Постпрацездатний вік |
| -------- | ------- | ------------------ | ---------------- | -------------------- |
| Чоловіки | 89      | 20                 | 61               | 8                    |
| Жінки    | 87      | 23                 | 53               | 11                   |
| Разом    | 176     | 43                 | 114              | 19                   |